# Montello (Wisconsin)
Montello è una città degli Stati Uniti d'America, situata in Wisconsin, nella Contea di Marquette, della quale è anche capoluogo.